# Homéostase humaine
 (décembre 2023).
Si vous disposez d'ouvrages ou d'articles de référence ou si vous connaissez des sites web de qualité traitant du thème abordé ici, merci de compléter l'article en donnant les références utiles à sa vérifiabilité et en les liant à la section « Notes et références ».
L’homéostase humaine est la propriété qu'a le corps humain de réguler l'environnement interne du corps afin de le maintenir dans des conditions stables et constantes.
Contrairement à d'autres animaux[Lesquels ?], les humains sont des régulateurs plutôt que des conformateurs, dans le sens où le corps humain tend à maintenir des paramètres corporels constants dans un environnement ambiant soumis à des variations.